# Old Dalby
Old Dalby – wieś w Anglii, w hrabstwie Leicestershire, w dystrykcie Melton. Leży 22 km na północny wschód od miasta Leicester i 155 km na północ od Londynu.